# Насечка (рельеф)
Насечка — зарубки, нарезка, бороздки, канавки на поверхности , служащие технологическим или эргономическим целям, а также инструмент для формирования такого рельефа. Насечка может выполняться как с удалением части материала (например, насечка на каменных жерновах или деревянных щёчках пистолетной рукояти), так и методом деформации (например, формирование рабочей поверхности рашпиля, напильника).